# Masdevallia leathersii
Masdevallia leathersii är en orkidéart som beskrevs av Carlyle August Luer. Masdevallia leathersii ingår i släktet Masdevallia och familjen orkidéer. Inga underarter finns listade i Catalogue of Life.